# フレジュス道路トンネル
フレジュス道路トンネルは、フランスとイタリアをつなぐ有料の道路トンネルである。このトンネルは、フランスのモダーヌとイタリアのバルドネッキアの間のフレジュス山の下をフレジュス鉄道トンネルと並行に走る、フランス-イタリア間のアルプス越え主要路線のひとつである。イタリア側ではアウトストラーダ網のT4トンネルとして分類されている。

## 概要
このトンネルは、長さ約12.9キロメートル(以降 km と表記する)(イタリア領内は6.8 km、フランス領内は6.1 km)であり、1980年7月12日に運用を開始した。それにともない、フレジュス鉄道トンネルを使った自動車輸送サービスは廃止された。このトンネルは二つの会社で運営されている。ひとつはフランスのSFTRF(フランス・フレジュス道路トンネル会社)であり、もうひとつはイタリアのSITAF(イタリア・フレジュス道路トンネル会社)である。それぞれの会社が、自国領土内の区間を管轄している。SFTRFは、1962年から1989年まで、ピエール・デュマが社長を務めていた。トリノ工科大学の教授であるカルロ・デ・パルマが、プロジェクトの道路工学部分を担当した。
このトンネルは、イタリア側は、アウトストラーダ トリノ - バルドネッキア(A32)に接続している。ウルクスの手前で国道24号デル・モンジネーブロから分岐する国道335号もトンネル手前の検問所に接続している。フランス側は、リヨンに続くオートルート・デ・ラ・モーリエンヌ(A43)に接続している。通行には、観光も商用も通行料がかかる。操業の最初の20年間に、2000万台以上の車両が通過した。
1999年にモンブラントンネルで発生した火災事故の後、2000年代の初頭にトンネルの安全性が大幅に強化され、最高速度70キロメートル毎時および車間距離150メートル(以降 m と表記する)という厳格な規定が課された。このトンネルには、最新の煙と炎の検知技術(トンネルの内部に設置されたカメラを通して煙の存在と同様に車両の徐行および炎の光を検出するD.A.I.システム)、短い間隔で配置された温度検出装置、および管制室(P.C.C.)の監視装置、が装備された。大きなタンクから水を供給する消火システムも130メートル間隔に設置された。トンネルに沿って避難所が11箇所ある。そこには管制室につながる電話とスピーカー、新鮮な空気を導入する通気口がある。それぞれに二重の防火扉があり、外側の扉は近くのトンネルの温度が規定値を超えたときに自動的に閉まるようになっている。また、トンネルの両入口の前に2つのサーモグラフィポータルが設置され、トンネルに入る車両に異常な発熱状況が存在するかどうかを検出できるようにした。
こういう施策にもかかわらず、2005年6月4日にスロヴァキアとスロヴェニアの運転手が死亡する火災事故が発生し、トンネルは数週間にわたり閉鎖された。トンネルは2005年8月4日にまず乗用車むけに再開され、その後商用車にも再開された。
消防隊が4チーム編成されている。それらは以下である。
- イタリア側チーム
- フランス側チーム
- それぞれの入口から約4,000メートルのところにあるトンネル内チームが2チーム

## 上下線分離化
欧州横断輸送ネットワークに含まれるトンネルの指令に準拠するために、2011年7月にフランス側から2本目のトンネルの掘削工事が始まった。計画通り2014年11月17日に貫通した。2本目のトンネルは、長さ12.848 km (フランス領内 6.495 km、イタリア領内 6.353 km)であり、現在欧州で最も長い上下線分離のトンネルであるグラン・サッソトンネルを抜いて、フレジュストンネルが欧州で最も長い上下線分離のトンネルになる。2022年6月に運用開始の予定であった。しかし、パンデミックおよび資材調達の遅れにより、完成予定は2023年秋に延期されている。

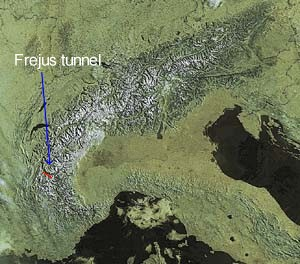
アルプスの中のトンネルの位置
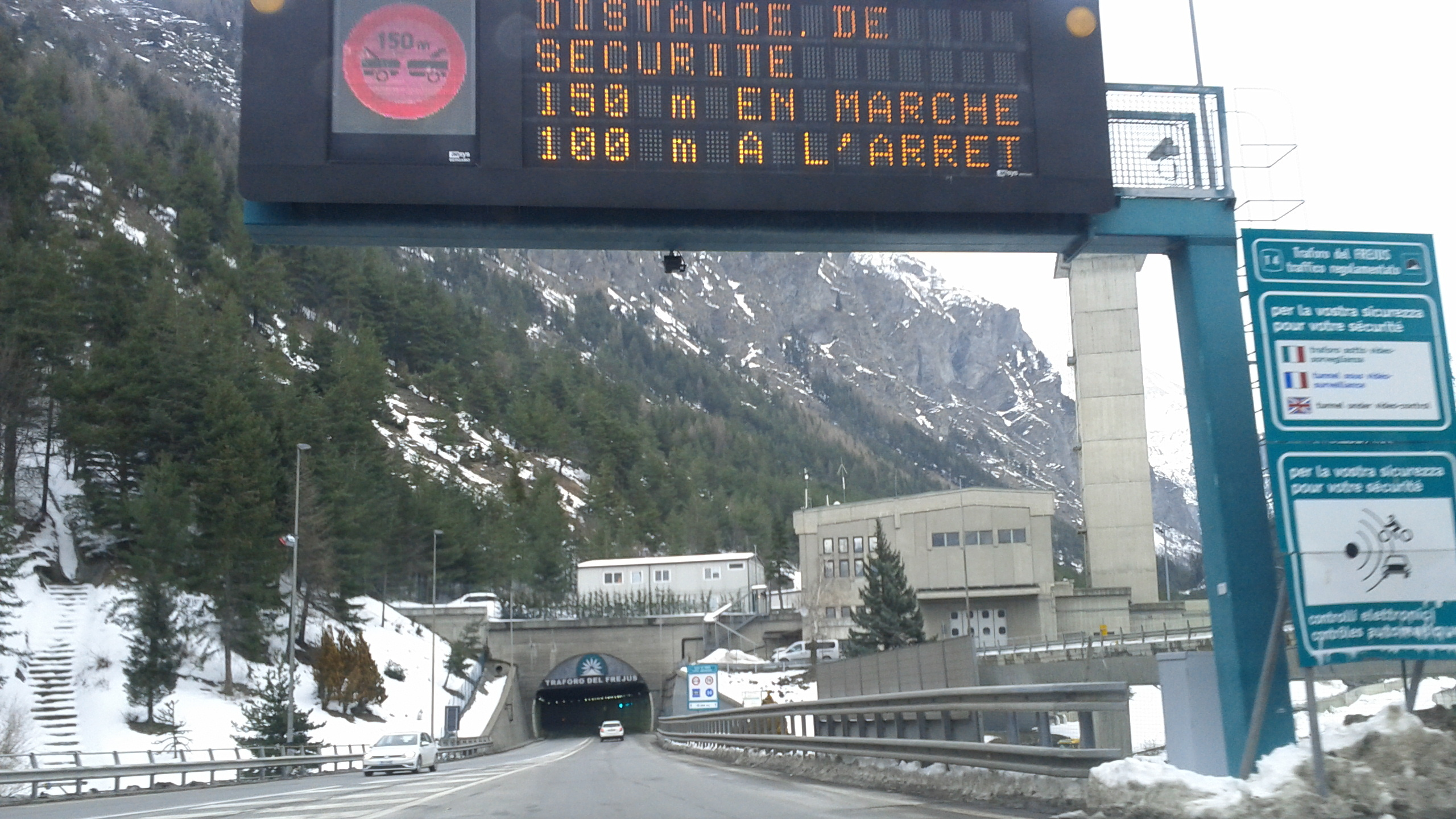
イタリア側のトンネル入口
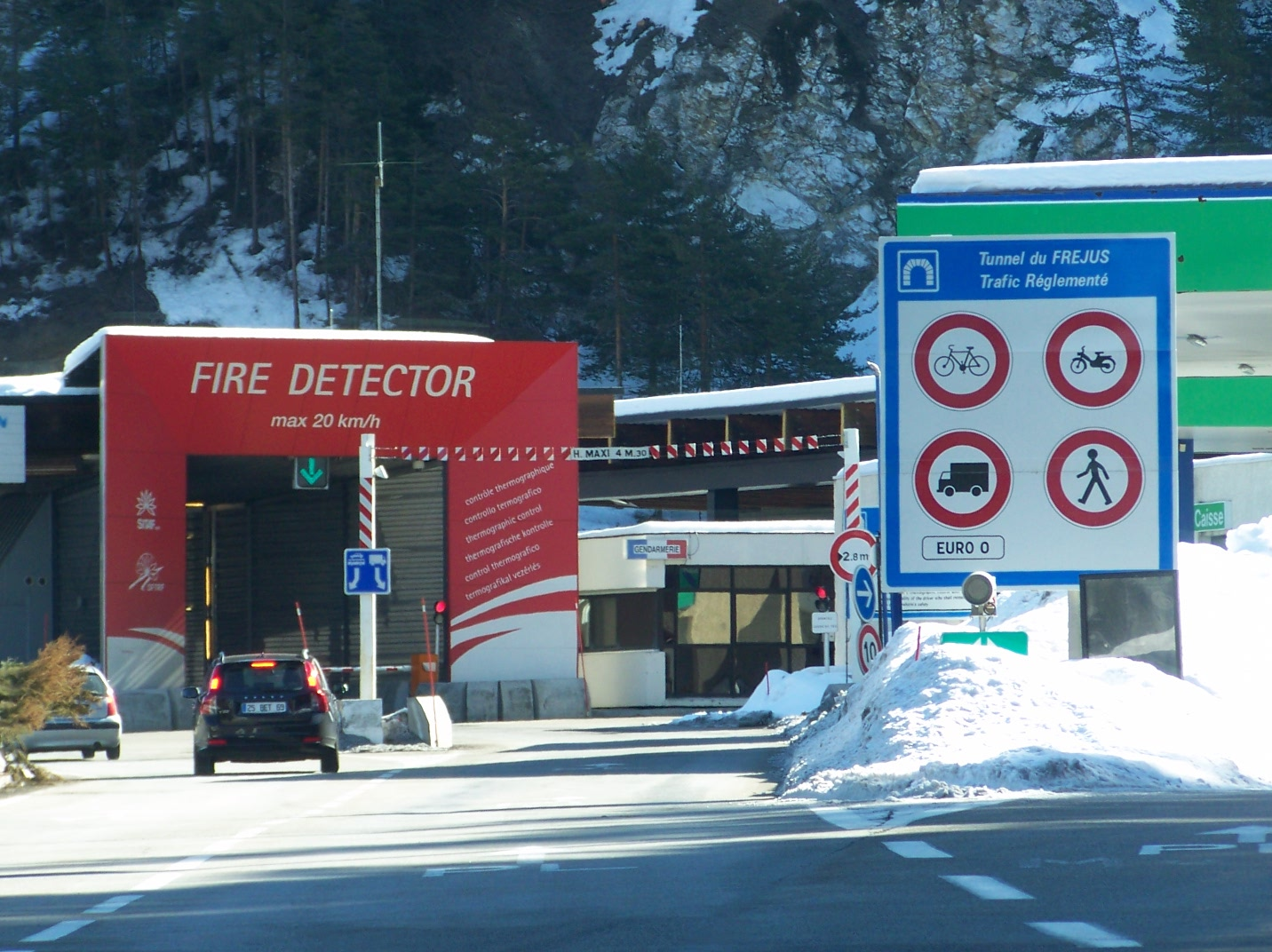
フランス側のトンネル入口 - FIRE DETECTORという表示がある部分がサーモグラフィーポータル
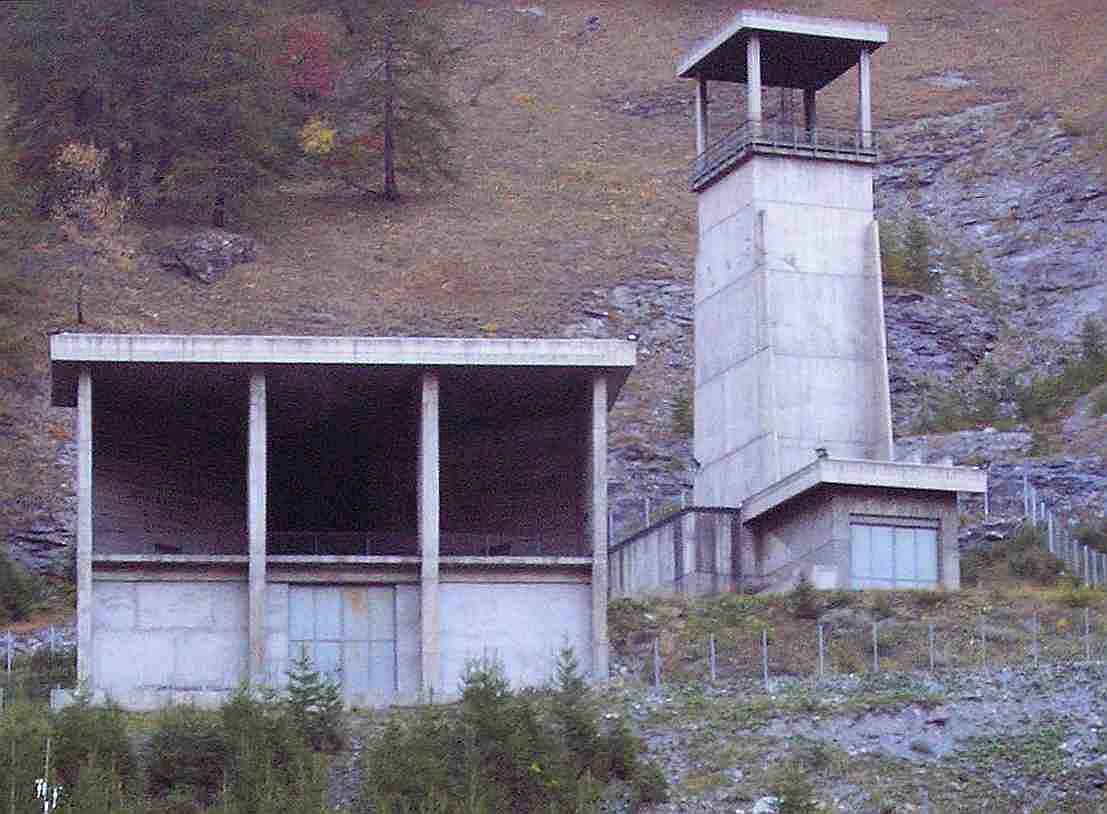
イタリア側のトンネル換気ダクト